# Eskorte

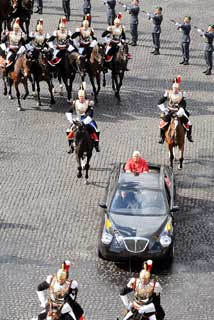
Papst Benedikt XVI. mit berittener Eskorte

Die Eskorte ist ursprünglich eine bewaffnete Begleitung zur Bewachung oder zum Schutz von Personen oder Gütern sowie zur Ehrung einer Person.

## Deutschland
Heute ist die Eskorte in Deutschland, auch Ehreneskorte genannt, Bestandteil des polizeilichen Begleitschutzes (auch Begleitkommando) bei Staatsbesuchen, in manchen Fällen aber auch bei Staatsbegräbnissen.
Polizeiliches Begleit- und Verkehrskommando werden von der örtlich zuständigen Landespolizei gestellt. Die Eskortenfahrer (Krad), Spitzen- und Schlussfahrzeug sowie die Einsatzleitung des Begleit- und Verkehrskommandos (Polizeiführer des Einsatzes (PFdE)) werden von der Verkehrspolizei gestellt, der eigentliche Personenschutz vom örtlichen LKA und ggf. vom BKA (Sicherungsgruppe). Weiterhin können Staatsgäste auch eigene Personenschutzkräfte einsetzen. Innerhalb des Begleitkommandos reihen sich auch Fahrzeuge des Protokolls (Staatskanzlei), Botschafter und anderer Begleitpersonen ein. In der Gesamtheit wird dies im protokollarischen Sprachgebrauch als Wagenfolge bezeichnet, wobei hier die Reihenfolge genau festgelegt ist.
Das Begleitkommando fährt als geschlossener Verband. Dieser ist mit den Sonderrechten nach § 35 StVO im Straßenverkehr privilegiert, unter besonderen Voraussetzungen des § 38 Abs. 1 StVO darf auch das blaue Blinklicht mit dem Einsatzhorn verwendet werden.
Aufgabe der Eskortenfahrer ist
- die Ehrenbegleitung und
- der Schutz des Staatsgastes während der Fahrt (Gefahrenabwehr).
- In Notfällen, die ein plötzliches Abweichen von Haupt- oder Ausweichstrecken erfordern, übernimmt die Eskorte die Aufgabe des verkehrspolizeilichen Vorauskommandos.

Die Eskorte fährt üblicherweise in Keilform vor dem Fahrzeug des Besuchers. Das seitliche Begleiten des Fahrzeugs des Ehrengastes durch die letzten Eskortenfahrer der Formation wird nur noch in seltenen Fällen praktiziert (15 Kradfahrer, langsame Fahrt, breite Straße auf gerader Strecke).
Die Anzahl der Eskortenfahrer ist protokollarisch festgelegt. Abweichend von dieser Festlegung werden bei starkem Schneefall, der nicht rechtzeitig geräumt werden kann, oder bei Eisglätte, die nicht durch Streusalzeinsatz beseitigt werden kann, Pkw in ungerader, verringerter Anzahl eingesetzt, aber jeweils mit zwei Beamten besetzt.

### Polizei

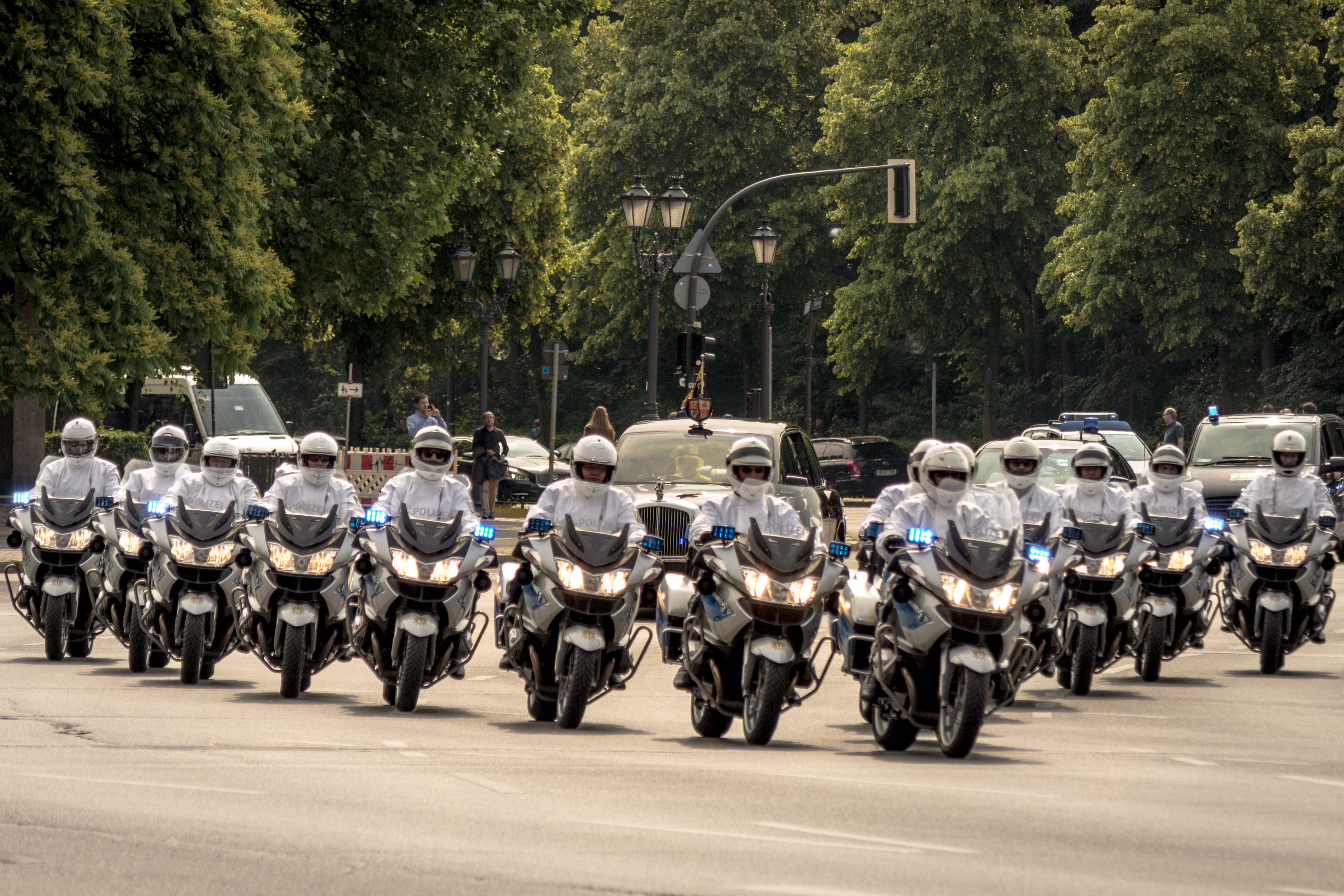
Motorradeskorte für Elisabeth II. in Berlin (2015)

- 15 Kradfahrer bei Staatsoberhäuptern (Könige, Staatspräsidenten), sofern es sich um einen Staatsbesuch handelt
- 7 Kradfahrer bei Staatsoberhäuptern bei einem inoffiziellen Besuch
- 7 Kradfahrer bei Parlamentspräsidenten und Regierungschefs (z. B. Kanzler) bei offiziellen Besuchen
- 5 Kradfahrer bei Parlamentspräsidenten und Regierungschefs bei Arbeitsbesuchen
- 5 Kradfahrer für Außenminister bei offiziellen Besuchen
- 3 Kradfahrer für Außenminister bei Arbeitsbesuchen und bei Besuchen von allen anderen Fachministern (z. B. Verteidigungsminister)

### Feldjäger der Bundeswehr
In Deutschland werden anstelle des polizeilichen Begleitkommandos und der Eskortenfahrer Feldjäger der Bundeswehr in folgenden Fällen eingesetzt:
- 1/3 Eskorte: Inhaber eines Kommandos (Oberbefehlshaber der Teilstreitkräfte, zivile Abteilungsleiter im Verteidigungsministerium)
- 1/5 Eskorte: Staatssekretäre im Verteidigungsministerium, NATO-Oberbefehlshaber, Nationale Oberbefehlshaber (Stellvertretender Verteidigungsminister, Minister der Teilstreitkräfte, Unterstaatssekretäre im Verteidigungsministerium und Oberbefehlshaber der Gesamtstreitkräfte)
- 1/7 Eskorte: Verteidigungsminister und Oberster Befehlshaber

Die Stärkeangabe 1/3, 1/5 und 1/7 bedeutet, dass ein Eskortenoffizier und 3, 5 und 7 Kradfahrer (1 Spitzenfahrer und 2, 4 und 6 Eskortenfahrer) die Eskorte bilden.

### Motorradeskorte in besonderen Fällen
Als besondere Polizeitaktik wird die Verkehrseskorte für den schnellen und reibungslosen Transport von Schwerverletzten oder Schwererkrankten sowie von öffentlichen VIP von einem Ort wie einem Krankenhaus zu einem anderen, meist spezialisierten Klinik oder von einem Flughafen zu einem Tagungsort mit einer Verkehrseskorte mit Motorradfahrern voraus zur Verkehrsregulierung durchgeführt. Der Führungskradfahrer leitet den Einsatz und bleibt dabei am Eskortfahrzeug. Als Holländische Eskorte, bzw. Ambulancebegeleiding wird dabei der Einsatz von 2 bis 3 Motorradfahrern unter Einsatz von Sondersignalen mit Blaulicht und Folgetonhorn insbesondere bei Krankentransporten eingesetzt, während bei VIP-Transporten die stille Englische Eskorte nur mit Blaulicht und meist unter Einsatz einer Trillerpfeife und Führungshandzeichen erfolgt.

### Fliegende Eskorten
Besuchen Staatsoberhäupter Deutschland, begleitet die Luftwaffe den Ein- und Ausflug.